# Леди в озере (фильм)
«Леди в озере» (англ. Lady in the Lake) — фильм нуар режиссёра Роберта Монтгомери, вышедший на экраны в 1947 году. Фильм стал режиссёрским дебютом популярного актёра Монтгомери, который также сыграл в нём главную роль.
Фильм поставлен по одноимённому роману 1943 года популярного автора крутых детективов Рэймонда Чандлера. Для романов Чандлера характерно повествование от первого лица его главного героя, частного детектива Филиппа Марлоу. В таких удачных фильмах, как «Большой сон» и «Убийство, моя милая», оно велось с помощью закадрового голоса. Монтгомери решил в буквальном смысле перенести на экран стиль Чандлера, он не только вёл повествование закадровым голосом, но и, за исключением трёх эпизодов, когда Марлоу обращается непосредственно к зрителям, показал весь фильм в буквальном смысле глазами главного героя, когда зрители видят то же самое, что и Марлоу.
Чандлер отрицательно отнёсся к идее Монтгомери использовать перспективу от первого лица, однако студия «Метро-Голдвин-Майер» в рекламе фильма утверждала, что это первый фильм такого рода, и что это самая значительная революция стиля в кино с момента появления звука. (Другим известным нуаром, использующим перспективу от первого лица стала «Чёрная полоса» Делмера Дэйвса, вышедшая на экраны также в 1947 году, но позднее, там этот приём был использован более обоснованно и интересно).

## Сюжет
Фильм начинается со вступления, в котором частный детектив из Лос-Анджелеса Филипп Марлоу (Роберт Монтгомери) начинает вспоминание о том, как стал участником знаменитого дела об убийстве, известном как «леди в озере»…
Устав от мизерных гонораров за работу частного детектива, Марлоу пишет детективный рассказ, который направляет в издательство «Кингсби». Накануне Рождества, редактор издательства Эдриен Фромсетт (Одри Тоттер) приглашает Марлоу в свой офис. Во время встречи Марлоу понимает, что её интересует не рассказ. Эдриен хочет нанять его для розыска Кристал Кингсби, жены владельца издательства и своего босса Дерэйса Кингсби (Леон Эймс). Эдриен говорит Марлоу, что жена Кингсби — лгунья и обманщица, и что Кингсби хочет развестись с ней, но для этого её надо найти. В доме Эдриен Марлоу находит телеграмму месячной давности, адресованную Кристал своему мужу, в которой она сообщает, что уезжает в Мексику, где собирается развестись с ним и выйти замуж за некого Криса Лэйвери (Ричард Симмонс). Однако Эдриен не верит, что Кристалл отправляла эту телеграмму, во-первых, потому что при разводе в Мексике Кристал потеряет все права на собственность своего мужа, а во-вторых, «такие мужчины, как Лэйвери, не женятся, они только берут в долг». Марлоу высказывает предположение, что Лэйвери скорее всего бросил её, и теперь она решила сделать ставку на Кингсби. Однако при этом Эдриен вызывает интерес и привлекает Марлоу, и он соглашается ей помочь. Эдриен сообщает, что совсем недавно видела Лэйвери в соседнем городке Бэй-сити и называет адрес, где он живёт.
Марлоу начинает своё расследование с визита в дом Лэйвери в Бэй-сити. Лэйвери признает, что знаком и с Кристал, и с Эдриен, но не знает ни о какой поездке в Мексику, а затем неожиданно со всей силы бьёт детектива кастетом, в результате чего тот теряет сознание. Несколько часов спустя Марлоу приходит в себя в полицейском участке, после чего его допрашивают детективы Бэй-сити капитан Фергус К. Кейн (Том Талли) и лейтенант ДеГармо (Ллойд Нолан). Когда Марлоу отказывается что-либо говорить о своём деле, они предупреждают Марлоу, чтобы тот не создавал проблемы в их округе, после чего выпускают его на свободу. Эдриен настоятельно советует Марлоу перенести расследование на озеро Литтл Фоун, где у четы Кингсби есть домик для отдыха, и где Кристал видели в последний раз. Перед уходом Марлоу узнаёт от издательского репортёра, что смотритель дома Кингсби Билл Чесс был арестован за убийство своей жены Мьюриэл, тело которой только что было найдено в озере. Эдриен предполагает, что убийцей могла быть Кристал, которая ненавидела Мьюриэл, и настаивает на том, чтобы Марлоу немедленно отправлялся на озеро. Вернувшись из поездки, Марлоу рассказывает Эдриен, что найденное в озере тело находилось там почти месяц. Он также выяснил, что Мьюриэл в действительности звали Милдред Хэвленд (Джейн Медоуз), и что она вышла замуж за Билла Чесса только для того, чтобы скрыться от преследования копа, по описанию похожего на ДеГармо. Милдред и Кристал, похоже, соперничали из-за мужчины, имя которого узнать не удалось. Когда Марлоу нашёл ножной браслет с гравировкой «Милдред от Криса», он пришёл к заключению, что этим мужчиной был Крис Лэйвери. Марлоу обвиняет Эдриен в том, что она хочет засадить Кристал, чтобы выйти замуж за своего босса. Он также говорит, что влюбился в Эдриен и что собирается ещё раз навестить Лэйвери. Она просит его не делать этого, и отправиться обратно на озеро.
Понимая, что Лэйвери связан с исчезновением как Милдред, так и Кристал, Марлоу снова приходит к нему домой. Он обнаруживает, что входная дверь не заперта, а внутри встречает озабоченную женщину с пистолетом в руке, которая представляется как владелица дома миссис Фолбрук, которая пришла получить с Лэйвери арендную плату. Она говорит, что Лэйвери нет дома, и что нашла пистолет только что на лестнице, отдаёт его Марлоу и уходит. Марлоу обследует второй этаж, находит в спальне платок с инициалами Э. Ф., а затем в ду́ше обнаруживает изрешечённое пулями тело Лэйвери. Полагая, что в убийстве Лэйвери виновна либо Эдриен, либо Кингсби, Марлоу приходит на рождественскую вечеринку в офис «Кингсби». Оставшись наедине, он показывает Эдриен пистолет и платок с её инициалами, однако видит, что смерть Лэйвери её искренне потрясла. Вошедший Кингсби с удивлением узнаёт, что Эдриен наняла Марлоу для поиска Кристал. Он говорит, что она неправильно истолковала его интерес к ней, и что впредь между ними будут только деловые отношения, а затем выходит. Эдриен признаётся Марлоу, что хотела добраться до миллионов Кингсби, но теперь ей придётся искать кого-то другого. В ярости Эдриен увольняет Марлоу, после чего его тут же нанимает Кингсби, который говорит, что любит Кристал и хочет защитить от ложных обвинений в убийстве. Сам Кингсби начинает подозревать Эдриен, о прошлом которой ничего не известно, и Лэйвери, с которым она была хорошо знакома. Марлоу снова отправляется в Бэй-сити, чтобы вернуть пистолет в дом Лэйвери, но обнаруживает там Кейна и ДеГармо. Он рассказывает им обо всём, что ему удалось выяснить по делу, считая, что смерти Милдред и Криса связаны между собой. Он сообщает также, что его клиентом является Дерэйс Кингсби, жена которого исчезла. ДеГармо говорит, что Лэйвери было донжуаном, и в убийстве наверняка замешана женщина. Оставшись наедине с ДеГармо, Марлоу высказывает предположение, что тот хорошо знает Милдред, и что её разыскивал человек, по описанию похожий на ДеГармо. ДеГармо набрасывается на Марлоу, начинается драка. Кейн разнимает их, и после безуспешной попытки обвинить Марлоу в убийстве Лэйвери, отпускает его. Перед уходом Марлоу сообщает Кейну, что Милдред Хэвленд — это настоящее имя женщины в озере, и что ДеГармо знал и её, и Лэйвери, а теперь оба они мертвы. Эдриен приходит к Марлоу и говорит, что не оставляла платок в доме Лэйвери и не убивала его. От своего источника в газете Марлоу узнаёт, что Милдред в своё время была медсестрой, и её подозревали в таинственной смерти Флоранс Элмор, жены доктора, на которого она работала в Бэй-сити. Расследовавший дело детектив ДеГармо тогда вынес заключение, что это было самоубийство, а вскоре после этого Милдред исчезла. Возмущенные ходом расследования родители Флоранс подняли шумиху вокруг этого дела, однако с помощью угроз их заставили замолчать. Марлоу начинает подозревать, что в озере было найдено тело Кристал, а не Мьюриэл, а убийцей является Милдред, ДеГармо же её покрывает.
Прежде чем Марлоу успевает продолжить расследование, кто-то устраивает ему автоаварию. Придя в сознание после катастрофы, Марлоу видит, как ДеГармо обливает его виски и анонимно вызывает полицию. С трудом добравшись до телефонной будки, Марлоу звонит домой Эдриен с просьбой о помощи и снова теряет сознание. Он приходит в себя в квартире Эдриен, которая признаётся, что многое передумала и хочет жить вместе с ним, потому что полюбила его. Они проводят Рождество вместе, и она начинает строить планы совместной жизни, в то время, как Марлоу всё ещё продолжает подозревать, что она замешана в убийстве. К Эдриен приезжает Кингсби в поисках Марлоу и сообщает, что из Бэй-сити позвонила Кристал с просьбой передать ей деньги. Марлоу вызывается сам доставить деньги, чтобы окончательно разобраться в ситуации и убедиться в невиновности и искренности намерений Эдриен. Марлоу просит Эдриен через десять минут после его ухода передать капитану Кейну, что он будет бросать рисовые зерна на своём пути, чтобы полиция могла идти по его следу. На улице Марлоу видит женщину, которой должен передать деньги. Она ведёт его в свою квартиру и только потом поворачивается лицом. Марлоу узнаёт в ней миссис Фолбрук, которую встречал в доме Лэйвери. Она достаёт пистолет и требует передать ей деньги. Марлоу говорит, что её настоящее имя Милдред Хэвленд, и что это она убила Флоранс Элмер, а затем утопила Кристал Кингсби. Затем Милдред убила и Лэйвери, так как только он мог знать, кто утонул в озере. Марлоу выхватывает у неё пистолет и не поддаётся на попытки разжалобить его. Раздаётся стук в дверь, Марлоу ожидает увидеть Эдриен и капитана Кейна, но появляется ДеГармо, который сразу бьёт Марлоу по лицу и забирает оружие. Милдред тут же пытается разыграть сцену любви с ДеГармо, но он ей больше не верит. Он признаётся, что Милдред устроила дело так, что он влюбился в неё, и из любви покрыл её убийство Флоранс. Однако после этого Милдред сбежала, обманув его. Подслушав разговор Эдриен с капитаном Кейном, ДеГармо проследил за Марлоу по рисовым зёрнам. Он собирается застрелить Марлоу и Милдред из её пистолета, и подстроить дело так, как будто они застрелили друг друга, после чего дело будет закрыто. ДеГармо убивает Милдред, но вовремя появляется капитан Кейн, и прежде чем ДеГармо успевает выстрелить в Марлоу, убивает своего преступного коллегу. Марлоу и Эдриен уезжают в Нью-Йорк, чтобы начать вместе новую жизнь.

## В ролях
- Роберт Монтгомери — Филлип Марлоу
- Одри Тоттер — Эдриен Фромсетт
- Ллойд Нолан — лейтенант ДеГармо
- Том Талли — капитан полиции Фергус К. Кейн
- Леон Эймс — Дерэйс Кингсби
- Джейн Медоуз — Милдред Хэвленд
- Ричард Симмонс — Крис Лэйвери
- Моррис Анкрум — Юджин Грейсон
- Лила Лидс — секретарша[3]
- Элли Морт — Кристал Кингсби [4]

## Оценка критики
Кинокритик «Нью-Йорк Таймс» после выхода фильма на экраны написал: «Сделав камеру активным участником, а не сторонним репортёром, мистер Монтгомери однако, не смог использовать все возможности, которые давала такая необычная техника. Так, через несколько минут после просмотра того, как рука тянется к дверной кнопке, зажигает сигарету или поднимает стакан, или как дверь движется на тебя и вот-вот выйдет за пределы экрана, новшество начинает утомлять».